# Профільне навчання
Профільне навчання — це вид диференційованого навчання, який передбачає врахування освітніх потреб, нахилів і здібностей учнів та створення умов для навчання старшокласників відповідно до їхнього професійного самовизначення, що забезпечується за рахунок змін у цілях, змісті, структурі та організації навчального процесу .

## Диференціація навчання
Диференціація — розчленування, розділення чого-небудь на окремі елементи. У контексті навчального процесу диференціацію слід розуміти як розподіл учнів у процесі навчання для досягнення головної мети навчання з урахуванням особливостей кожного учня.

### Моделі диференціації в зарубіжній школі
У шкільній освіті Федеративної Республіки Німеччини (до 1990 р.) досліджено чотири моделі диференціації навчання: внутрішня — диференційований підхід до організації процесу навчання і вибору методів, засобів, форм допомоги вчителя в межах профілю чи напряму; дидактична — форма організації навчально-пізнавальної діяльності учнів (фронтальна, індивідуальна, групова); вертикальна — розподіл учнів за різними рівнями навчальних досягнень з окремих предметів; горизонтальна — розподіл учнів за принципом однакової успішності з усіх навчальних предметів.

### Моделі диференціації в українській школі
Три моделі диференціації — рівневу, предметну та змішану — описує І. Підласий.
Рівнева диференціація — здійснюється з урахуванням здібностей і можливостей учнів, передбачає різні за обсягом і глибиною знання та вміння, виявляється при навчанні учнів у межах однієї програми та підручника.
Предметна — окреслює неоднаковий набір предметів для вивчення, що пов'язано з інтересами учнів, життєвими планами, майбутньою професійною діяльністю.
Змішана (предметно-рівнева) — визначає вільний вибір предметів навчання та рівнів оволодіння ними. Профільне навчання ґрунтується на предметно-рівневому підході.
Розкриття теоретичних основ диференціації належить Л. Боголюбову, В. Ворошилову, В. Малютіну, В. Орлову, Г. Селевку, А. Хуторському та іншим.
Практичне втілення проблем профільної диференціації здійснювали українські (Н. Бібік, О. Бугайов, М. Бурда, М. Головко, В. Мадзігон, Н. Матяш, А. Самодрин, С. Трубачова, Н. Шиян) і зарубіжні (С. Бешенкова, Л. Кузнецова, Г. Лійметц, В. Монахов, Н. Огурцов, В. Пано]в, І. Унт, В. Фірсов, І. Якиманська) вчені.

## Сутність і структура профільного навчання
Профільне навчання спрямоване на врахування інтересів, нахилів і здібностей кожного учня у контексті їх соціального та професійного самовизначення і відповідності вимогам сучасного ринку праці. Такий підхід до організації освіти старшокласників не лише найповніше реалізує принцип особистісно орієнтованого навчання, а й дає змогу створити найоптимальніші умови для їхнього професійного самовизначення та подальшої самореалізації.
Упровадження профільного навчання в загальноосвітній школі пов'язане з наступними ідеями:
- мінімізація кількості обов'язкових предметів у порівнянні з базовою освітою;
- інтенсифікація індивідуалізації навчання (учням надано можливість будувати власну освітню траєкторію);
- запровадження компонентного формату змісту освіти;
- урізноманітнення організаційних форм — від усього навчального закладу до окремих профілів чи курсів у межах однієї школи.

Відповідно до сучасних уявлень профіль навчання представлений:
- базовими предметами (рівень стандарту);
- обов'язково-вибірковими предметами;
- профільними предметами (один чи два, можуть належати до різних освітніх галузей);
- курси за вибором (спеціальні курси і факультативи).

## Моделі профільного навчання
- Внутрішньошкільна (профільні групи в межах одного класу, профільні класи, індивідуальне навчання)..
- Зовнішньошкільна (профільні групи чи класи в опорній школі, міжшкільному навчально-виробничому комбінаті, професійно-технічному чи вищому навчальному закладі).

Загальноосвітній навчальний заклад може бути однопрофільним або багатопрофільним. Для міської школи прийнятною є модель, де в школі на паралелі створюються різнопрофільні класи. Створення різнопрофільних динамічних груп з різною кількістю учнів у кожній у межах одного класу рекомендовано для шкіл сільської місцевості.
У зовнішньошкільній формі організації профільного навчання передбачено створення освітніх округів, опорних шкіл, міжшкільних класів (груп) професійної підготовки та профільного навчання на базі міжшкільного навчально-виробничого комбінату (МНВК), профільні класи (групи) загальноосвітніх навчальних закладів на базі професійно-технічних, вищих навчальних закладів (ПТ, ВНЗ). Міжшкільна взаємодія передбачає орієнтацію шкіл на різноманітні види інтеграції й кооперації. Увага зосереджується на об'єднанні освітніх ресурсів загальноосвітніх навчальних закладів району в єдину мережу. Освітнє середовище школярів доповнюється міжшкільними факультативами, на яких реалізується частина профільних та елективних занять. При цьому профільні предмети можуть реалізуватися в опорній школі, а інваріантний складник у кожному закладі — суб'єкті. Водночас може відбуватися формування цільових груп з учнів різних типів шкіл, що входять до районної мережі закладів загальної середньої освіти.

## Допрофільна підготовка
Допрофільна підготовка здійснюється на етапі основної школи (8–9 класи); забезпечує наступність між основною та старшою школою; створює передумови для життєвого і професійного самовизначення учнів.